# Ulrich Koert
Ulrich Koert (* 29. April 1961) ist ein deutscher Chemiker (Synthetische Organische Chemie) und Hochschullehrer an der Philipps-Universität Marburg.
Koert studierte Chemie an der Universität Frankfurt mit dem Diplom 1985 und der Promotion 1988 bei Gerhard Quinkert (Ein Beitrag zur Synthese von (+)-Tylonolid) und war als Post-Doktorand zwei Jahre bei Jean-Marie Lehn an der Universität Straßburg. Ab 1990 war er als Forschungsassistent in Marburg, wo er sich 1994 habilitierte. Danach wurde er Professor für Organische Chemie an der Ludwig-Maximilians-Universität München (C 3 Professur) und ab 1996 Professor (C 4) für Bioorganische und Organische Chemie an der Humboldt-Universität Berlin und ab 2001 Professor für Organische Chemie in Marburg. 2013 wurde er Vizepräsident der Universität (unter anderem für Forschung).
Er befasst sich mit Totalsynthese von Natur- und Wirkstoffen, Funktionsmolekülen an Oberflächen und Grenzflächen (wie synthetischen Ionenkanälen, Porinen) und molekularen Schaltern und Signalübertragung über Konformationsänderung.
1998 erhielt er den Otto-Bayer-Preis. Er war der bis dahin jüngste Preisträger und erhielt den Preis für den Aufbau komplizierter Molekülarchitekturen ähnlich denen im Innern von Zellen, was nach der Laudatio das Grundlagenverständnis der Biologie erweiterte.

## Schriften
- Synthetische Ionenkanäle, Chemie in unserer Zeit, Band 31, Februar 1997
- mit Philipp Reiß: Ion-Channels: Goals for Function-Oriented Synthesis, Acc. Chem. Res., Band 46, 2013, S. 2773–2780.